# Transcona
Transcona est une banlieue de Winnipeg, dans le Manitoba, au Canada, située environ 10 kilomètres à l'est. Jusqu'en 1972, elle forme une municipalité séparée. C'est principalement une banlieue résidentielle ouvrière, avec un peu d'industrie légère.

## Histoire
Transcona est fondée en 1909, sur le site de réparation des compagnies de chemin de fer Grand Trunk Pacific et National Transcontinental Railway.
Son nom est une contraction de « Transcontinental » avec « Strathcona », le nom de Donald Smith, Lord Strathcona, ancien Manitoban qui a contribué à la construction du premier chemin de fer du Canada. Aujourd'hui le successeur de ces chemins de fer, le Chemin de fer national canadien, est toujours un employeur majeur dans la communauté.

## Personnalités
- Susan Auch, patineuse de vitesse canadienne
- Bill Blaikie, homme politique canadien
- Daniel Blaikie, homme politique canadien
- Rebecca Blaikie, femme politique canadienne
- Terry Fox, athlète, humanitaire et militant canadien pour la recherche dédiée au traitement du cancer
- Kenny Omega, catcheur canadien